# Heaven Sent
"Heaven Sent" é o décimo primeiro episódio da nona temporada da série de ficção científica britânica Doctor Who, transmitido originalmente através da BBC One em 28 de novembro de 2015. Foi escrito por Steven Moffat e dirigido por Rachel Talalay.
Na história, que se passa logo após os acontecimentos de "Face the Raven", onde o alienígena viajante do tempo conhecido como o Doutor (Peter Capaldi), depois de perder sua companheira Clara Oswald, é teletransportado para um lugar que se assemelha a um castelo deserto. Ali, ele terá que encerar seus maiores medos, enquanto é perseguido por uma misteriosa criatura chamada "Veil", que está tentando matá-lo.
O episódio foi aclamado pela crítica e é considerado um dos mais fortes tanto da série moderna como em geral, com atenção dada à atuação de Capaldi, o roteiro de Moffat e direção de Talalay.

## Enredo
Na sequência dos acontecimentos de "Face the Raven", o Doutor é teletransportado para uma câmara de vidro localizada em uma estrutura semelhante a um grande castelo. Após investigar os corredores circundantes, ele encontra uma série de monitores espalhadas ao redor do castelo. As telas retransmitem a visão de uma criatura mumificada sobre um véu, que constantemente persegue o Doutor em torno do edifício. A criatura persegue o Doutor em um beco sem saída, e admitindo que não vê nenhuma maneira de escapar da morte, ele confessa que tem medo de morrer, levando o monstro a parar. Toda a estrutura do castelo gira e reconfigura em resposta, abrindo uma saída no final do corredor que Doutor estava preso, revelando um quarto antigo com retrato desgastado de  Clara. O Véu segue o Doutor no quarto, forçando-o a saltar para fora da janela para escapar. O Doutor cai em um oceano ao redor do castelo, descobrindo que o fundo do mar está repleto de crânios.
O Doutor retorna ao castelo, encontrando uma sala com uma lareira, onde as cópias exatas de suas roupas estão secando. Ele troca as roupas molhadas para as cópias secas, deixando suas roupas velhas secando da mesma forma como as cópias que ele encontrou. Entrando em um pátio do castelo, o Doutor encontra uma sepultura fresca e uma pá, concluindo que ele está destinado a cavar a sepultura. Enquanto cava, o sol se põe e o Doutor percebe que as constelações não correspondem a qualquer local dentro do alcance do teletransportador que o trouxe para o castelo. Depois de cavar fundo o suficiente, o Doutor encontra uma pedra com a mensagem "Eu estou no 12" e o Véu então reaparece dentro do túmulo. Lembrando sua fuga anterior onde o Véu parou depois que ele disse a verdade, ele percebe que a criatura é projetada para extrair confissões dele. O Doutor admite que ele havia mentido que ele originalmente deixou Gallifrey porque ele estava entediado; na realidade, ele fez isso por medo. O Véu mais uma vez pára e o Doutor escapa.
O Doutor procura a sala 12, seguindo a pista da sepultura, no entanto, ele não a acha. Durante sua pesquisa, o Doutor considera que as salas do castelo estão constantemente redefinindo-se, com os quartos que ele revisita desfazem todas as alterações toda a vez que ele retorna. Após finalmente achar a sala 12, o Doutor considera que a porta leva a outro beco sem saída e percebe que ele terá de se confessar ao Véu novamente para alterar a configuração desse castelo para abrir o caminho. Voltando para a sala de teletransporte onde ele chegou, ele encontra um crânio ao lado da palavra "pássaro" escrito em um pouco de areia. Inspecionando as estrelas mais uma vez, o Doutor comenta que 7.000 anos devem ter passado desde que ele foi teletransportado, mesmo que o teletransporte não o levou através do tempo. O Doutor coloca o crânio da câmara de teletransporte nas muralhas do castelo, onde ela cai no mar e se junta as outras.
O Doutor enfrenta o Véu novamente, confessando que ele sabe quem é o híbrido profetizado pelos Senhores do Tempo e onde encontrá-lo. Isso abre o caminho através da porta 12, revelando uma grande parede feita de Azbantium, uma substância cristalina 400 vezes mais resistente do que o diamante. O Doutor se dá conta de que a mensagem "pássaro" encontrada na sala de teletransporte era uma referência ao "The Shepherd Boy" dos Irmãos Grimm. O Doutor começa a perfurar a parede de Azbantium, até o Véu o alcançar, tocando sua pele, queimando-o no processo. O toque do Véu desativa o processo de regeneração do Doutor, mas ele ainda é capaz de abrir seu caminho de volta para a câmara de teletransporte. Como cada câmara redefine depois que o Doutor a deixa, a câmara de teletransporte foi redefinida para seu estado antes de ele chegar inicialmente e, assim, carrega uma cópia dele como ele era na conclusão de "Face the Raven". O Doutor conecta-se até o teleporte e queima a si mesmo dando-lhe a energia que necessita para gerar uma cópia de si mesmo a partir dos dados armazenados no interior. O Doutor escreve a palavra "pássaro" na areia, antes de se desintegrar, reiniciando o ciclo.
O Doutor continua a passar pelo ciclo por bilhões de anos, cada vez abrindo um pouco mais da parede de Azbantium na sala 12. Eventualmente, ele consegue quebrar a parede. O Dutor sai em uma paisagem desertica com vista para a Cidadela em Gallifrey. O buraco se fecha atrás dele, revelando que o castelo estava localizado dentro de seu disco de confissão. Um menino pequeno, em seguida, aborda o Doutor, que o manda a dizer aos Senhores do Tempo que ele voltou. Em seguida, ele proclama que o híbrido, profetizado para conquistar Gallifrey, era ele.

### Continuidade
O Doutor diz a si mesmo "Suponha que você está indo para sobreviver. Sempre assuma isso." Isto é o que Clara diz do Doutor em "The Witch's Familiar": "Ele sempre pressupõe que vai ganhar. Ele sempre sabe que há uma maneira de sobreviver".
O Doutor confessa que fugiu de Gallifrey porque ele estava com medo, e que a pretensão de estar entediado era uma mentira. O Segundo Doutor disse: "Bem, eu estava entediado" aos seus companheiros em The War Games.
Quando ele chega em Gallifrey, o Doutor diz ao menino que ele "veio pelo caminho mais longo". Esta é uma referência ao pensamento final do Décimo primeiro Doutor em "The Day of the Doctor", quando diz que ele está tentando conseguir "casa, pelo caminho mais longo".

## Produção
Esse episódio apresenta essencialmente apenas o Doutor, com apenas breves aparições do Véu, (Jami Reid-Quarrell), uma criança gallifreiana, e a ex-companheira do Doutor, Clara (Jenna Coleman).
Antes oitava temporada começar, o produtor executivo da série Steven Moffat prometeu um cliffhanger para a nona temporada, e brincou na Doctor Who Magazine edição 475, dizendo "Eu descobri o momento de angústia para o penúltimo episódio da nona temporada. E é uma grande mentira. Ohh, eu não acho que você verá isso chegando!".
A leitura do roteiro começou em 18 de junho de 2015 e as filmagens começaram em 24 de junho.

## Transmissão e recepção
"Heaven Sent" foi transmitido no Reino Unido na noite de 28 de novembro de 2015 através da BBC One. O episódio foi assistido por 4.51 milhões de espectadores durante sua exibição original, tendo alcançado uma participação de 20,7%.

### Recepção crítica
O episódio recebeu críticas positivas. Enquanto muitos críticos elogiaram o roteiro de Steven Moffat e direção de Rachel Talalay, o desempenho de Peter Capaldi recebeu críticas positivas nomeadamente generalizadas.
Patrick Mulkern da Radio Times deu ao episódio uma perfeita classificação de cinco estrelas, dizendo que "show de um homem de Peter Capaldi é um clássico instantâneo". Ele continuou: "Esta é a hora de Peter Capaldi e ele ganhou... mas este brilhante, corajoso, episódio estendido é um "show de um homem - uma proeza magnífica de Capaldi. Este ano ele fez o papel dele próprio." E disse que a estrutura do episódio "funciona perfeitamente sem nunca parecer artificial". Ele afirmou ainda que "[Steven Moffat] estruturou a narrativa com sua complexidade. Capaldi o interpretou com perfeição – no momento, a cada momento. Rachel Talalay embebe a produção da atmosfera e sustenta o dinamismo direito até as revelações finais".
Chamando o episódio uma "obra-prima alucinante", Morgan Jeffery do Digital Spy declarou que também foi "um dos episódios mais surrealistas, até à data". Ele afirmou ainda que o "escritor Steven Moffat inteligentemente subverte a expectativa de que esta vai ser uma aventura de baixo orçamento, com um excedente de Capaldi desajeitadamente expressando seus pensamentos em voz alta. Há muito do Doutor 'falando sozinho", é verdade, mas há sempre uma razão", antes de fechar seu comentário dizendo "'Heaven Sent' é brilhante, mas é também sobre como ser grande, amplo, entretenimento ideal para famílias, como você pode o ter. O show tem sido obtuso e um pouco estranho antes, mas nada como isso, e sua rejeição com as armadilhas padrão de Doctor Who pode ser demais para alguns. Mas se você estiver disposto a ver o passado e abraçar o que é estranho, então você vai acabar cativado. Porque isso é ficção cientifica exigente e inteligente, do tipo que a BBC One deve ser elogiado pela exibição ".
Com uma pontuação de 9,5, considerado "incrível", Scott Collura da IGN elogiou particularmente a conclusão do episódio, dizendo: "É uma emocionante e brilhante reviravolta para este episódio que envia todo o assunto em cascata em uma barragem de imagens e sons que não vai ser esquecido tão cedo. A percepção de que o mar dos crânios é realmente um mar de caveiras do Doutor é incrível". Ele ainda elogiou a "revelação do híbrido", bem como o desempenho de Capaldi, e fechou seu comentário dizendo "Um ótimo episódio de Doctor Who, que serve para trazer essa excelente temporada para o seu final, 'Heaven Sent' apresenta uma deslumbrante show de um homem de Peter Capaldi e uma reviravolta final que torna este um dos melhores episódios da série moderna".
Referindo-se a ele como "um épico show de um homem", Tim Liew do Metro também aclamou o episódio, dizendo que ele "adorou". Ele elogiou particularmente Steven Moffat e Peter Capaldi, dizendo "Steven Moffat assume um passo ousado retirando o peso da história de seus ombros e o colocando sobre Peter Capaldi. E Capaldi oferece 100%, levando cada cena, mostrando todas as facetas do seu Doutor. É um desempenho lindamente texturizado, sustentado por uma partitura musical soberba do compositor Murray Gold. Muitos fãs, inclusive eu, tinha dúvidas iniciais sobre se Capaldi poderia ter sucesso como o Doutor. Se houvesse quaisquer preocupações restantes, este episódio certamente as encerrou". Ele também elogiou a estrutura do episódio, dizendo "Como uma história, o episódio constrói lentamente, fazendo uma virtude a marcha lenta do Véu. Mas é apenas nos minutos finais que as peças do quebra-cabeça se encaixam e escala épica do episódio é finalmente revelada".